# Tour of Britain Women 2025
Il Tour of Britain Women 2025, decima edizione della corsa e seconda con questa denominazione, valevole come diciottesima prova dell'UCI Women's World Tour 2025 categoria 2.WWT, si svolse in 4 tappe dal 5 all'8 giugno 2025, su un percorso totale di 437,7 km, con partenza da Dalby Forest ed arrivo a Glasgow, nel Regno Unito. La vittoria fu appannaggio della neozelandese Ally Wollaston che completò il percorso in 10h36'45", precedendo la britannica Cat Ferguson e la l'olandese Karlijn Swinkels.
Accreditate alla partenza 110 cicliste, delle quali 88 completarono il tour.

## Tappe
| Tappa  | Data     | Percorso                         | km    | Vincitore di tappa | Leader cl. generale |
| ------ | -------- | -------------------------------- | ----- | ------------------ | ------------------- |
| 1ª     | 5 giugno | Dalby Forest > Redcar            | 81,5  | Kimberley Le Court | Kimberley Le Court  |
| 2ª     | 6 giugno | Hartlepool > Saltburn-by-the-Sea | 114,3 | Mara Roldan        | Kristen Faulkner    |
| 3ª     | 7 giugno | Kelso > Kelso                    | 143,8 | Cat Ferguson       | Cat Ferguson        |
| 4ª     | 8 giugno | Glasgow > Glasgow                | 82,2  | Lorena Wiebes      | Ally Wollaston      |
| Totale | Totale   | Totale                           | 421,8 |                    |                     |

## Squadre e cicliste partecipanti
| N.    | Cod. | Squadra                 |
| ----- | ---- | ----------------------- |
| 1-6   | SDW  | Team SD Worx-Protime    |
| 11-16 | UAD  | UAE Team ADQ            |
| 21-26 | TFS  | FDJ-Suez                |
| 31-36 | LTK  | Lidl-Trek               |
| 41-46 | EFO  | EF Education-Oatly      |
| 51-56 | CSZ  | Canyon-SRAM Zondacrypto |
| 61-66 | LIV  | Liv AlUla Jayco         |
| 71-76 | TVL  | Team Visma-Lease a Bike |
| 81-86 | UXM  | Uno-X Mobility          |
| 91-96 | MOV  | Movistar Team           |

| N.      | Cod. | Squadra                            |
| ------- | ---- | ---------------------------------- |
| 101-106 | AGS  | AG Insurance-Soudal Team           |
| 111-116 | CTC  | Ceratizit Pro Cycling Team         |
| 121-126 | TPP  | Team Picnic PostNL                 |
| 131-136 | HES  | Hess Cycling Team                  |
| 141-146 | AWO  | CJ O'Shea Racing                   |
| 151-156 | DAS  | DAS-Hutchinson                     |
| 161-166 | ART  | Handsling Alba Development Road T. |
| 171-176 | FLR  | Smurfit Westrock CT                |
| 181-186 | GBR  | Selezione britannica               |

## Dettagli delle tappe

### 1ª tappa
- 5 giugno: Dalby Forest > Redcar – 81,5 km

Risultati
| Pos. | Corridore          | Squadra      | Tempo    |
| ---- | ------------------ | ------------ | -------- |
| 1    | Kimberley Le Court | AG-Soudal    | 1h59'18" |
| 2    | Kristen Faulkner   | EF Education | s.t.     |
| 3    | Lorena Wiebes      | SD Worx      | a 5"     |

| Pos. | Corridore          | Squadra      | Tempo    |
| ---- | ------------------ | ------------ | -------- |
| 1    | Kimberley Le Court | AG-Soudal    | 1h59'05" |
| 2    | Kristen Faulkner   | EF Education | a 5"     |
| 3    | Lorena Wiebes      | SD Worx      | a 14"    |

### 2ª tappa
- 6 giugno: Hartlepool > Saltburn-by-the-Sea – 114,3 km

Risultati
| Pos. | Corridore       | Squadra   | Tempo    |
| ---- | --------------- | --------- | -------- |
| 1    | Mara Roldan     | Picnic    | 2h57'38" |
| 2    | Riejanne Markus | Lidl-Trek | a 12"    |
| 3    | Ally Wollaston  | FDJ-Suez  | a 18"    |

| Pos. | Corridore        | Squadra      | Tempo    |
| ---- | ---------------- | ------------ | -------- |
| 1    | Kristen Faulkner | EF Education | 4h57'03" |
| 2    | Riejanne Markus  | Lidl-Trek    | a 4"     |
| 3    | Ally Wollaston   | FDJ-Suez     | a 12"    |

### 3ª tappa
- 7 giugno: Kelso > Kelso – 143,8 km

Risultati
| Pos. | Corridore      | Squadra  | Tempo    |
| ---- | -------------- | -------- | -------- |
| 1    | Cat Ferguson   | Movistar | 3h42'37" |
| 2    | Josie Nelson   | Picnic   | s.t.     |
| 3    | Ally Wollaston | FDJ-Suez | s.t.     |

| Pos. | Corridore        | Squadra  | Tempo    |
| ---- | ---------------- | -------- | -------- |
| 1    | Cat Ferguson     | Movistar | 8h39'42" |
| 2    | Ally Wollaston   | FDJ-Suez | a 3"     |
| 3    | Karlijn Swinkels | UAE      | a 12"    |

### 4ª tappa
- 8 giugno : Glasgow > Glasgow – 82,2 km

Risultati
| Pos. | Corridore      | Squadra  | Tempo    |
| ---- | -------------- | -------- | -------- |
| 1    | Lorena Wiebes  | SD Worx  | 1h57'13" |
| 2    | Charlotte Kool | Picnic   | s.t.     |
| 3    | Ally Wollaston | FDJ-Suez | s.t.     |

| Pos. | Corridore        | Squadra  | Tempo     |
| ---- | ---------------- | -------- | --------- |
| 1    | Ally Wollaston   | FDJ-Suez | 10h36'45" |
| 2    | Cat Ferguson     | Movistar | a 4"      |
| 3    | Karlijn Swinkels | UAE      | a 22"     |

## Classifiche finali

### Classifica generale - Maglia viola (Top 10)
| Pos. | Corridore             | Squadra           | Tempo     |
| ---- | --------------------- | ----------------- | --------- |
| 1    | Ally Wollaston        | FDJ-Suez          | 10h36'45" |
| 2    | Cat Ferguson          | Movistar          | a 4"      |
| 3    | Karlijn Swinkels      | UAE               | a 22"     |
| 4    | Riejanne Markus       | Lidl-Trek         | a 50"     |
| 5    | Sarah Van Dam         | Ceratizit         | a 1'01"   |
| 6    | Cecilie Uttrup Ludwig | Canyon            | a 1'02"   |
| 7    | Megan Jastrab         | Picnic            | s.t.      |
| 8    | Anna Henderson        | Lidl-Trek         | a 1'06"   |
| 9    | Quinty Ton            | Liv AlUla         | s.t.      |
| 10   | Millie Couzens        | Selez. britannica | a 1'09"   |

### Classifica a punti - Maglia azzurra (top 5)
| Pos. | Corridore        | Squadra      | Tempo |
| ---- | ---------------- | ------------ | ----- |
| 1    | Cat Ferguson     | Movistar     | 79    |
| 2    | Ally Wollaston   | FDJ-Suez     | 79    |
| 3    | Lorena Wiebes    | SD Worx      | 42    |
| 4    | Kristen Faulkner | EF Education | 37    |
| 5    | Karlijn Swinkels | UAE          | 23    |

### Classifica scalatrici - Maglia verde (top 5)
| Pos. | Corridore             | Squadra      | Tempo |
| ---- | --------------------- | ------------ | ----- |
| 1    | Dominika Włodarczyk   | UAE          | 26    |
| 2    | Cecilie Uttrup Ludwig | Canyon       | 24    |
| 3    | Kristen Faulkner      | EF Education | 20    |
| 4    | Karlijn Swinkels      | UAE          | 19    |
| 5    | Lauren Dickson        | Handsling    | 19    |

### Classifica giovani - Maglia bianca (top 5)
| Pos. | Corridore      | Squadra           | Tempo    |
| ---- | -------------- | ----------------- | -------- |
| 1    | Cat Ferguson   | Movistar          | 10h36'49 |
| 2    | Millie Couzens | Selez. britannica | a 1'05"  |
| 3    | Imogen Wolff   | Visma             | a 2'53"  |
| 4    | Linda Riedmann | Visma             | a 2'55"  |
| 5    | Grace Lister   | Hess              | a 3'11"  |

### Classifica a squadre (top 5)
| Pos. | Squadra            | Tempo     |
| ---- | ------------------ | --------- |
| 1    | FDJ-Suez           | 31h53'45" |
| 2    | Team Picnic PostNL | a 3'49"   |
| 3    | Lidl-Trek          | a 4'07"   |
| 4    | UAE Team ADQ       | a 8'12"   |
| 5    | Movistar Team      | a 11'08"  |